# 河口镇 (凤县)
河口镇，是中华人民共和国陕西省宝鸡市凤县下辖的一个乡镇级行政单位。

## 行政区划
河口镇下辖以下地区：
河口村、下坝村、黄牛咀村、安河寺村、东沟河村、候家河村、陈家岔村、陈家老村、岩湾村、沙坝村、韩家庄村、石鸭子村、核桃坝村和唐沟村。